# Orko Sołowiejczyk

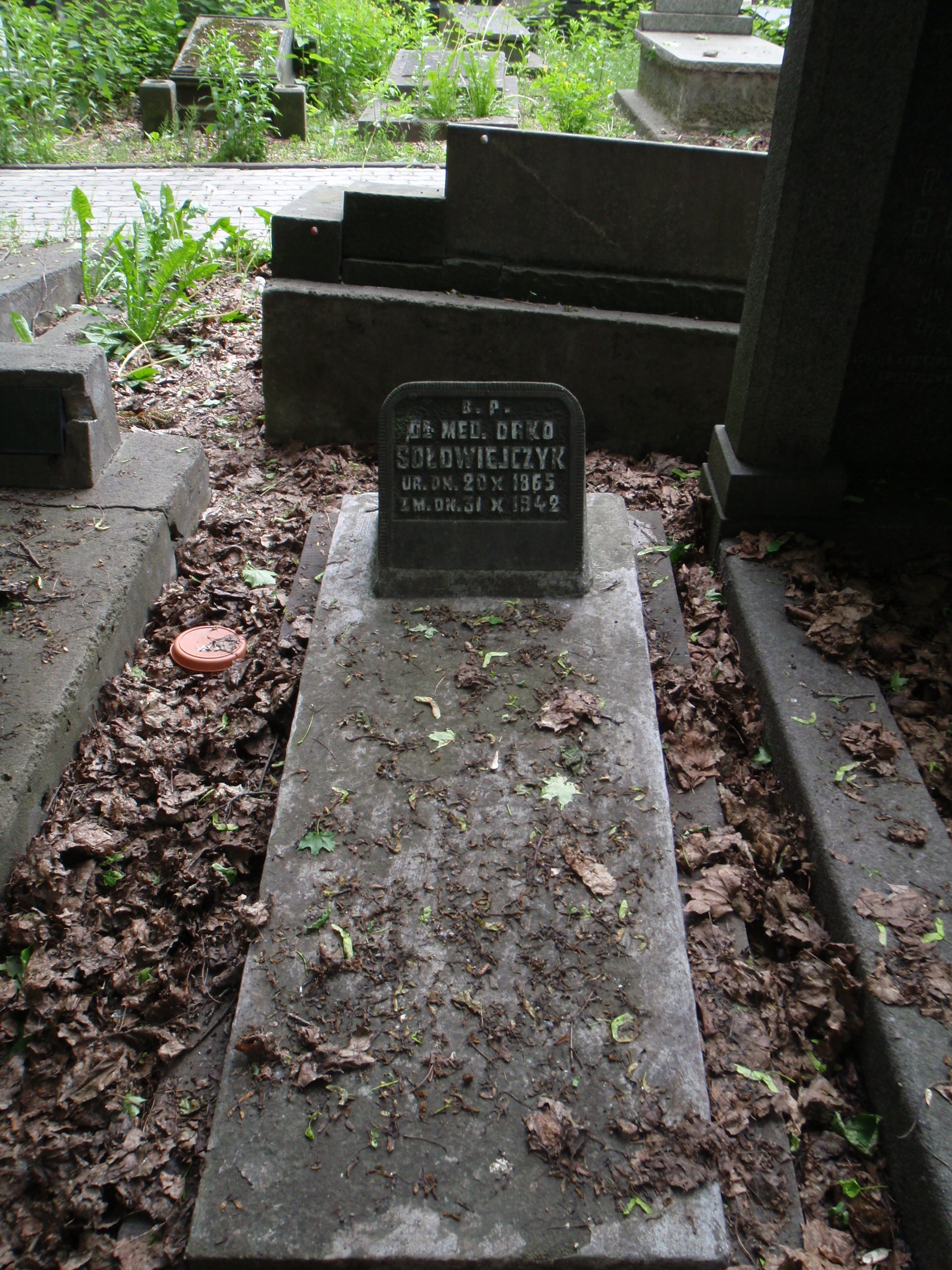
Grób Orko Sołowiejczyka na cmentarzu żydowskim w Warszawie

Aron Orko Sołowiejczyk (ur. 20 października 1865 w Mariampolu, zm. 31 października 1942 w Warszawie) – polski chirurg.

## Życiorys
Urodził się w Mariampolu jako syn Chaima i Basi Sołowiejczyków. Studiował na Cesarskim Uniwersytecie Warszawskim, gdzie 26 stycznia 1893 roku otrzymał stopień lekarza cum eximia laude. Dzięki temu od 15 lutego 1893 przez dwa lata był asystentem nadetatowym w Klinice Chirurgii Szpitalnej u prof. Aleksandra Siemionowicza Taubera. Od 1898 roku był asystentem w Szpitalu Starozakonnych w Warszawie. 27 listopada 1898 roku otrzymał tytuł doktora na Uniwersytecie Warszawskim na podstawie pracy „Topografia poczek i nadpoczecznikow, poczecznych sosudow okołopoczecznej kletczatki” (Warszaw. Uniw. Izwiestija 1899, 9, 22). W Szpitalu na Czystem pracował do 1934 roku z przerwą na lata I wojny światowej, gdy od 1914 do 1917 roku służył jako chirurg szpitali polowych. Jego uczniami byli Abramowicz, Lichtenstein, Miszurski, Szenkier, Greber. W 1907 roku otworzył przy ul. Muranowskiej 3 prywatną klinikę na 25 łóżek pod nazwą „Lecznica dla chorych chirurgicznych i ginekologicznych dra A. Sołowiejczyka”; potem przeniesioną na Chmielną 34; pod tym samym adresem miał prywatne mieszkanie. Podczas II wojny światowej został przesiedlony do getta warszawskiego na Nowolipki 80. Zmarł 31 października 1942 roku, pochowany został na cmentarzu żydowskim przy ulicy Okopowej (kwatera 10, rząd 6). 
Z małżeństwa z Emmą miał trzech synów: Józefa (ur. 1902), później chirurga, Mojżesza Mieczysława (ur. 1908), także lekarza, i Eliasza (1903). Prace naukowe podpisywał imieniem Aron, w spisie lekarzy widnieje jako Orko i tak samo na płycie nagrobnej.